# Страхиња Маџаревић
Страхиња Маџаревић (Нови Сад, 6. новембар 1989) српски је сценариста, драматург и универзитетски предавач.

## Биографија
Дипломирао је и мастерирао на Факултету драмских уметности, где похађања докторске студије и ради као асистент (филмска и ТВ драматургија).
Добитник је награде Златне арене на ФЕДИС-у као један од сценариста телевизијске серије Група.

## Дела
Позориште
- „Укалупљивање – Трагедија лоптања у Срба“ (2016, ФДУ и Вук Караџић)[5]
- „Каскедер“ (2016, ФДУ и ФИСТ)[5]
- „Триптих за тинејџера“ (2016, ДАДОВ)[5][6]
- „Триптих о радницима“ (сегмент “Крокодил”) (2018, Позориште Чачак)[5][7]

ТВ
- „Екипица“[8]
- „Група“[5]
- „Црна свадба“[9]

Филм
- „Сточар“, кратки играни филм
- „Соба смрти“, кратки играни филм, косценариста
- „Пиштољи и кациге“, кратки играни филм
- „Генерал Михаиловић – Херој и казна“[5], документарни филм
- „Воља синовљева“[5]
- „Хероји Халијарда“, косценариста[10][11]
- „Лихвар“
- ,,Рука правде"
- ,,Златна кацига"